# Uixpia
Uixpia (accadi: 𒍑𒉿𒀀, Uš-pi-a) va ser rei d'Assíria cap al segle xxi aC i consta a la Llista dels reis d'Assíria com el penúltim dels «reis que vivien en tendes». Hauria posat fi a la vida nòmada o seminòmada dels seus avantpassats.
És conegut a més per dues inscripcions de successors Salmanassar I (1272 aC-1243 aC) i Assarhaddon (680 aC-669 aC) que a les inscripcions, com era costum, es posaven a la reconstrucció d'un temple per referir-se al rei que havia fet l'anterior reconstrucció, parlen del primer constructor conegut del temple del déu Asshur, el que estaven reconstruint, i que tots dos anomenen Uixpia. Erixum I o Irishum I (1906 aC a 1867 aC) fill d'Iluixuma, va construir un temple nou dedicat a Asshur.
Va tenir com a successor Apiaixal, que també apareix a la Llista dels reis d'Assíria com l'últim dels reis "que vivien en tendes", i com el primer d'un grup de 10 dels que "es coneix el pare". Sembla probable que Uixpia fos el cap d'una tribu amorita establerta al territori d'Assur, ja que es coneix la successió de pares a fills fins a Aminu i hauria estat a través d'un germà d'Aminu que Xamxi-Adad I va arribar al tron d'Assur a la part final del segle xviii aC. Si això fos així implicaria que abans del 2000 aC Uixpia fundava un temple i una ciutat on governava Sulili, i que estava sota domini de la tercera dinastia d'Ur.